# Palm Desert (romanzo)
Palm Desert (While Drowing in the Desert) è un romanzo dello scrittore statunitense Don Winslow, pubblicato in lingua originale nel 1996 e tradotto in italiano da Einaudi nel 2018.
È l'ultimo della serie di cinque romanzi imperniati sul personaggio di Neal Carey, studente universitario di umili origini che svolge occasionali quanto difficili e rischiose indagini per conto di una misteriosa organizzazione chiamata "Gli amici di famiglia". È infatti preceduto da London Underground, China Girl , Nevada Connection e Lady Las Vegas: come tutta la serie delle indagini di Neal Carey, è stato tradotto in italiano ad oltre vent'anni dalla pubblicazione originale e sull'onda del successo di opere più recenti di Winslow come Il potere del cane e Il cartello. Il personaggio di Neil Carey e la sua compagna, Karen Hawley, compariranno poi, ormai ultrasessantenni, nel racconto Sunset contenuto nella raccolta Broken pubblicata nel 2020.

## Trama
È il 1983 e Neal Carey, ormai definitivamente stabilito ad Austin in Nevada in compagnia di Karen, si ritiene in pensione come agente sotto copertura, dal momento che Ed Levine, subentrato a Ethan Kitteredge nella direzione degli Amici di Famiglia, lo ha congedato come mentalmente infermo dopo la precedente avventura. La sua tesi di laurea sui romanzi di Smollett è finalmente in drittura d'arrivo e Neal ha anche un contatto con il suo vecchio docente per poter ottenere un posto da assistente alla Columbia dopo la laurea.
Come di consueto, la sua quiete viene interrotta bruscamente da una telefonata di Joe Graham che gli affida un lavoro e, come se non bastasse, nascono problemi e discussioni con Karen che desidera urgentemente un bambino mentre Neal è terrorizzato dall'idea della paternità ritenendo di non esserne all'altezza non avendo mai conosciuto un vero padre.
L'incarico degli Amici di Famiglia, apparentemente elementare, gli si offre così come una pausa per riflettere sul futuro: Carey dovrebbe semplicemente recarsi a Las Vegas per prelevare l'anziano ex comico Natty Silver e riportarlo a casa sua a Palm Desert, in California.
Ciò che Carey e anche Graham ignorano è che Silver è stato testimone di un delitto avvenuto vicino a casa sua: è questo il motivo per cui l'anziano si era rifugiato a Las Vegas e così i criminali che intendono eliminarlo si mette prontamente sulle tracce di Carey e Silver che stanno viaggiando in auto attraverso il Deserto del Mojave.
Rispetto ai precedenti romanzi della serie la trama è molto più scarna ed elementare, mentre la presenza di Natty Silver con tutto il suo repertorio di gag e battute introduce una rilevante componente umoristica che si ritrova anche negli esilaranti scambi epistolari tra l'avvocato Craig Schaeffer e la dirigente assicurativa Pamela Holmstrum, due personaggi secondari del libro.
Inoltre, per la prima volta, non è solo Carey l'io narrante: alcuni capitoli sono infatti scritti dal punto di vista di Karen, altri da quello di Hope White che redige un suo diario.

## Personaggi
Neal CareyIl protagonista del romanzo. Nato poverissimo e praticamente senza famiglia nel West End di New York, ha incontrato a 11 anni Joe Graham che l'ha trasformato nel perfetto detective sotto copertura facendolo entrare nell'organizzazione degli Amici di Famiglia, che si è fatta carico del suo mantenimento e dei suoi studi.
Da due anni convive con Karen nelle Terre Alte del Nevada: i due hanno fissato la data delle nozze e Joe Graham sarà il loro testimone. Dopo l'ultima avventura ha ottenuto il riconoscimento dei suoi esami sostenuti alla Columbia University presso l'ateneo di Reno in Nevada e vede a un passo il sogno di laurearsi in Letteratura Inglese con una tesi sul suo amato Tobias Smollett. Inoltre il professor Baskin, suo vecchio docente alla Columbia, sarebbe lieto di offrirgli un posto da assistente dopo la laurea e Karen pare disposta a trasferirsi temporaneamente a New York.
Joe GrahamUn curioso affiliato degli "Amici di famiglia", di cui è stato in passato il responsabile per New York. È un brevilineo uomo di mezza età di origini irlandesi con un braccio artificiale; malgrado l'apparente inadeguatezza fisica è un ottimo agente ed è stato il Pigmalione di Neal Carey, con cui ha instaurato un rapporto quasi paterno.
Karen HawleyUna maestra elementare e assistente sociale per l'infanzia; è da circa due anni è fidanzata con Neal Carey, con cui convive. I due hanno fissato con entusiasmo la data delle nozze, Karen però desidera ardentemente un figlio mentre Neal è molto spaventato dalla prospettiva della paternità non avendo avuto nella sua vita un modello a cui riferirsi.
Nathan SilversteinIn arte Natty Silver, è un ottantaseienne ex comico di successo che ha attraversato la grandi stagioni del burlesque e del cabaret per poi essere costretto, negli ultimi anni, a interpretare film comico demenziali nel ruolo dell'anziano zimbello al fine di guadagnare il denaro necessario per pagare gli alimenti alle sue tre ex mogli. È comunque ancora benestante, vive a Palm Desert in California e malgrado l'età non ha perso né il buon umore né la passione per le belle donne.
Hope WhiteAvvenente signora dal fascino ormai agéé. È stata una corista e ballerina di fila e ora lavora come cantante di piano bar a Las Vegas. È molto amica di Natty Silver, con cui intrattiene anche una relazione sessuale.
Heinz MüllerUn malavitoso di origini tedesche dal fisico da culturista e dalla rude parlata teutonica, è specializzato in truffe ai danni delle compagnie di assicurazione.
Sami AbdullahDi origini libanesi, è lo smilzo e non particolarmente sagace tirapiedi di Müller.
Mikey the Csessantenne direttore del casinò del Sands Hotel di Las Vegas, è in contatto con Graham e gli Amici di Famiglia oltreché con la mafia italoamericana.

## Edizioni
- Don Winslow, Palm Desert, collana Stile libero Big, traduzione di Alfredo Colitto, Einaudi, 2018,  p. 178, ISBN 978-88-06-21437-1.